# 箱田城
箱田城（はこだじょう）は、群馬県渋川市北橘町下箱田（旧勢多郡北橘村箱田）にあった室町時代から戦国時代にかけての日本の城（平山城）。渋川市指定史跡。現在は国道291号が崖下を通っているが、戦国時代は崖下は利根川の河道で、崖上を通り北の八崎城に至る道を押さえるために本城が構えられていたとみられる。

## 概要
下箱田字城山に位置し、北西 - 南東方向140メートル、北東 - 南西方向75メートルの小判形の単郭堡である。追手口は東端に近い北東側、搦手口は西端に近い北西側に開き、いずれも内枡形様の構造を持つ。また北角には櫓台の跡がある。東北麓の字城山北、中屋敷（下曲輪）は根小屋に相当する。
箱田には木曾義仲遺臣の末裔との伝承を持つ今井・高梨・小野沢氏らがおり、彼ら「箱田地衆」が寄居とした城とみられる。明治初めの当地の大区長・根井行雄は『愛宕山考』で、当地に落ち延びた木曾義基の子孫の木曾家村の次男・安食野次郎家昌が箱田城にいたとするものの、他の史書には見えない説である。
箱田城と箱田地衆に関する史料は確認できず、江戸時代の正徳3年（1713年）に前橋藩士・渕岡武太夫が祖父・有川彦太夫の遺稿に基づいて記した文書では箱田が白井・厩橋の境界であったことが記述される。安永3年（1774年）に釈迦尊寺の泰亮が記した『上毛伝説雑記』中「白井伝説」では白井衆として箱田の高梨・今井・小野沢が見えることから今井善一郎は箱田城が戦国時代のほとんどの期間白井配下であったとする。他方山崎一は本城の北の木曽川が境界で、本城が厩橋領の北限であったとしている。いずれにせよ本能寺の変で上野国から滝川一益が撤退した後は厩橋城・白井城はともに北条氏の支配下となり、天正18年（1590年）の小田原征伐で白井城・八崎城は落城したことから箱田城も同様の推移を辿ったとみられる。
山崎一は箱田城に高土居が用いられていることや枡形から戦国末期の構築または修築であると推察している。
跡地には1973年（昭和48年）に渋川地区広域市町村圏振興整備組合によって「老人休養センター城山荘」が建てられた。

## 画像

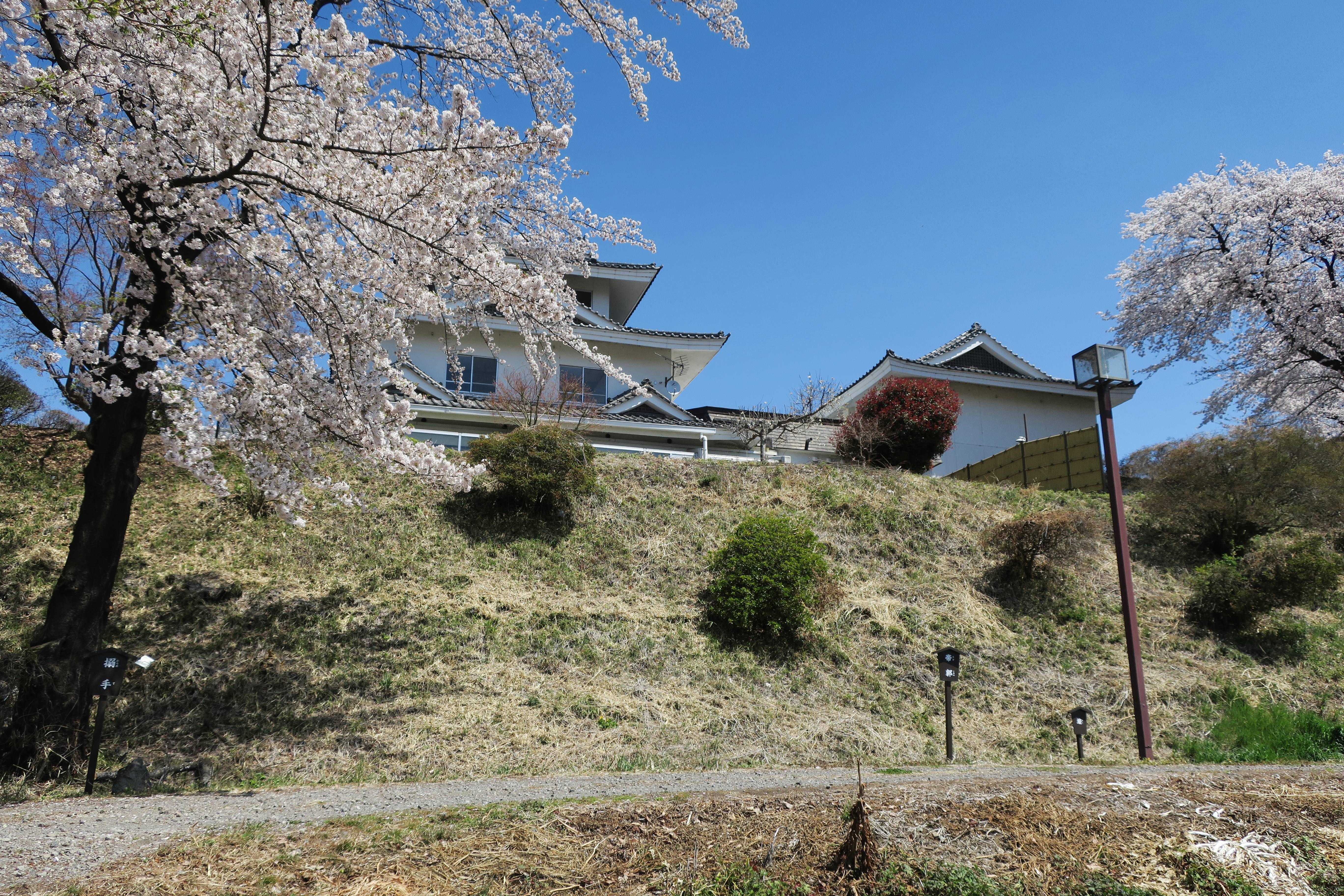
搦め手・帯郭・壕
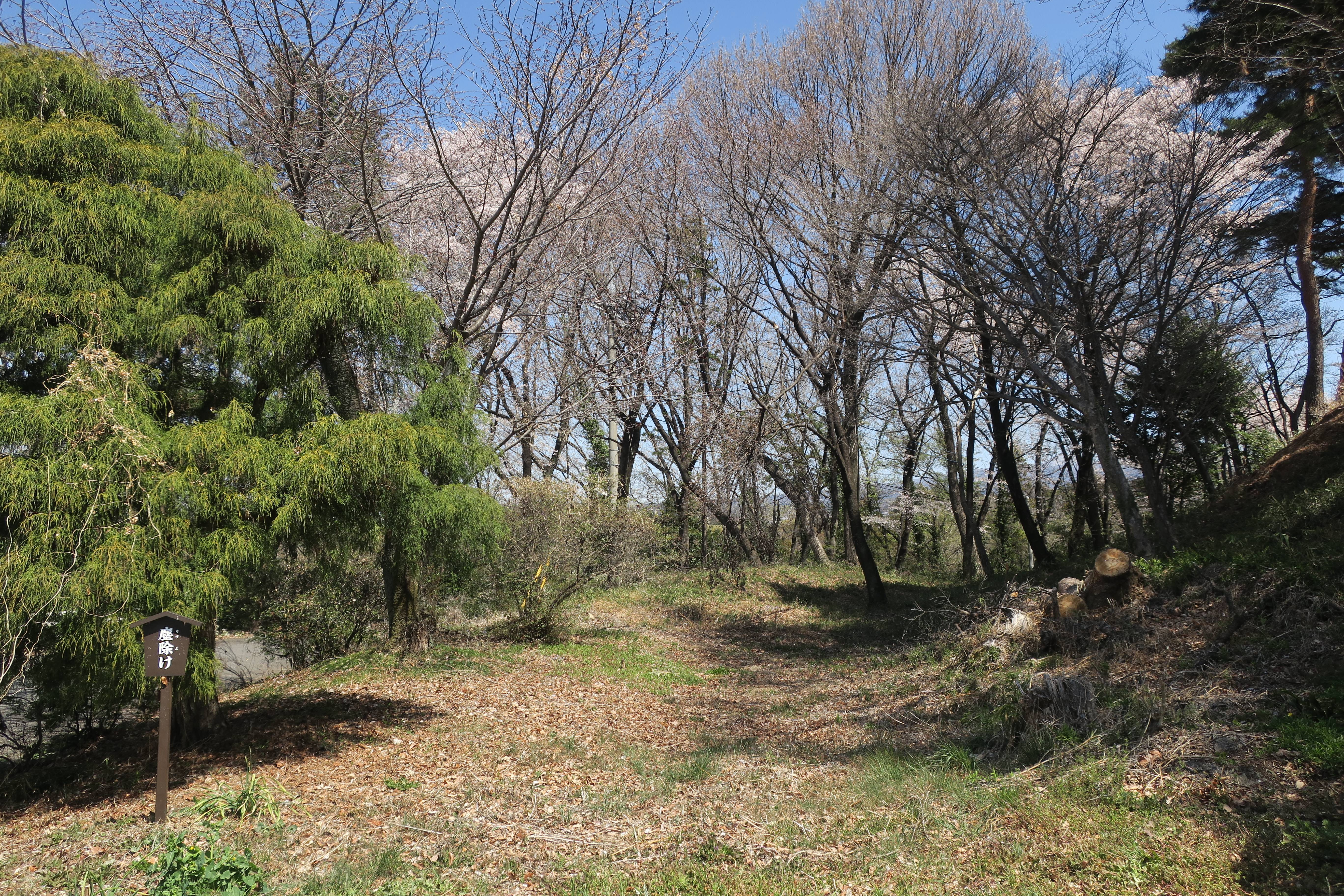
塵除け
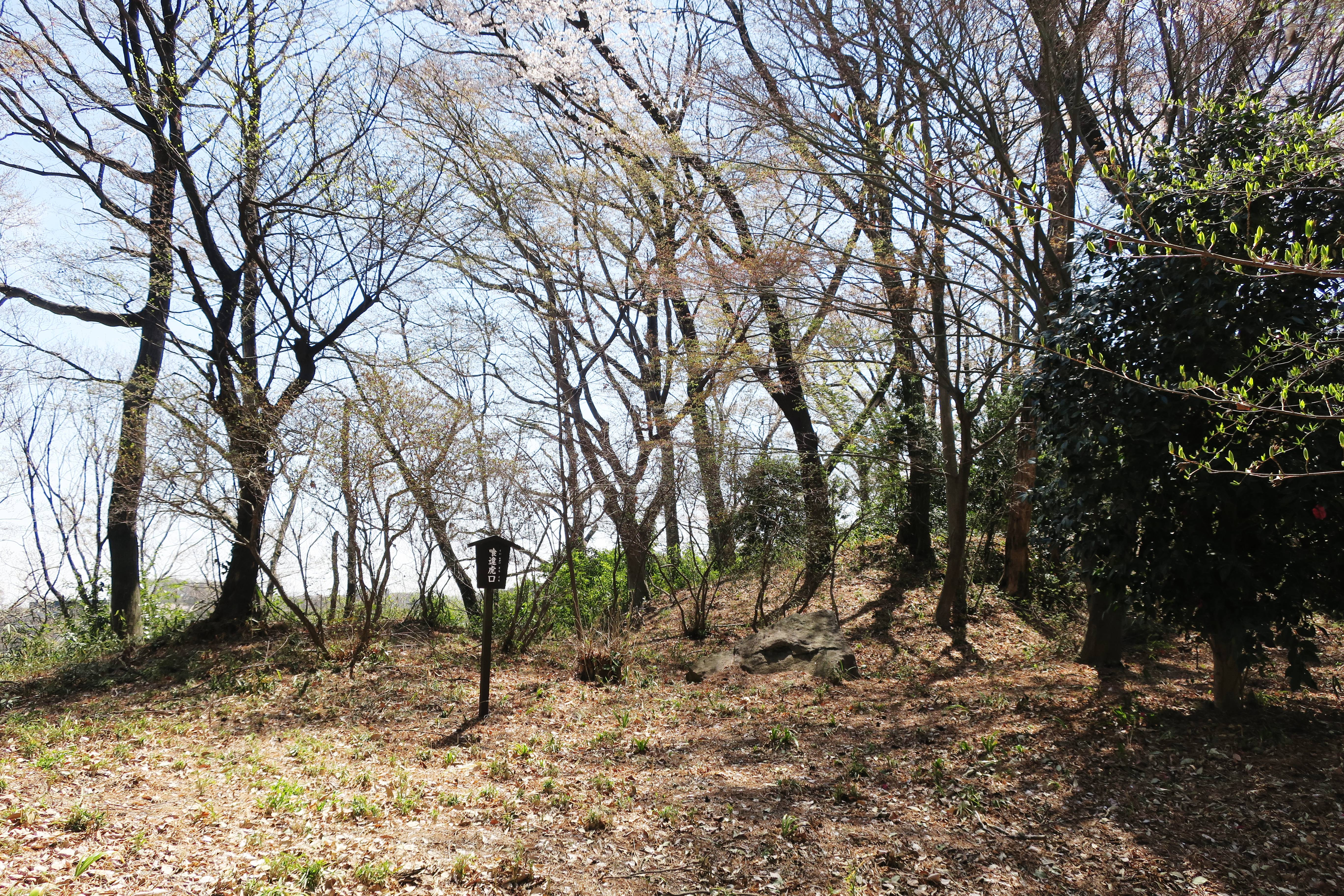
喰違虎口
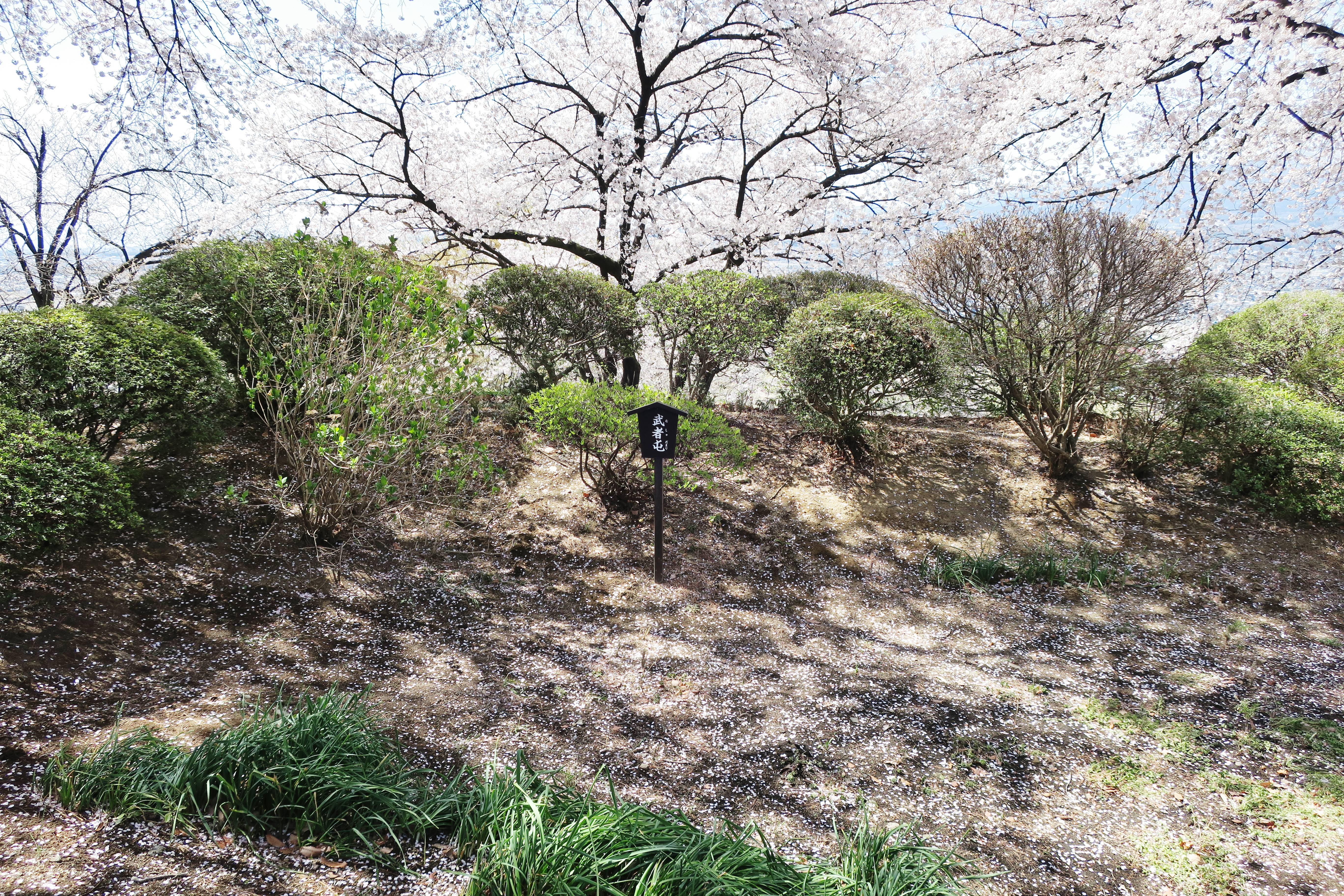
武者屯
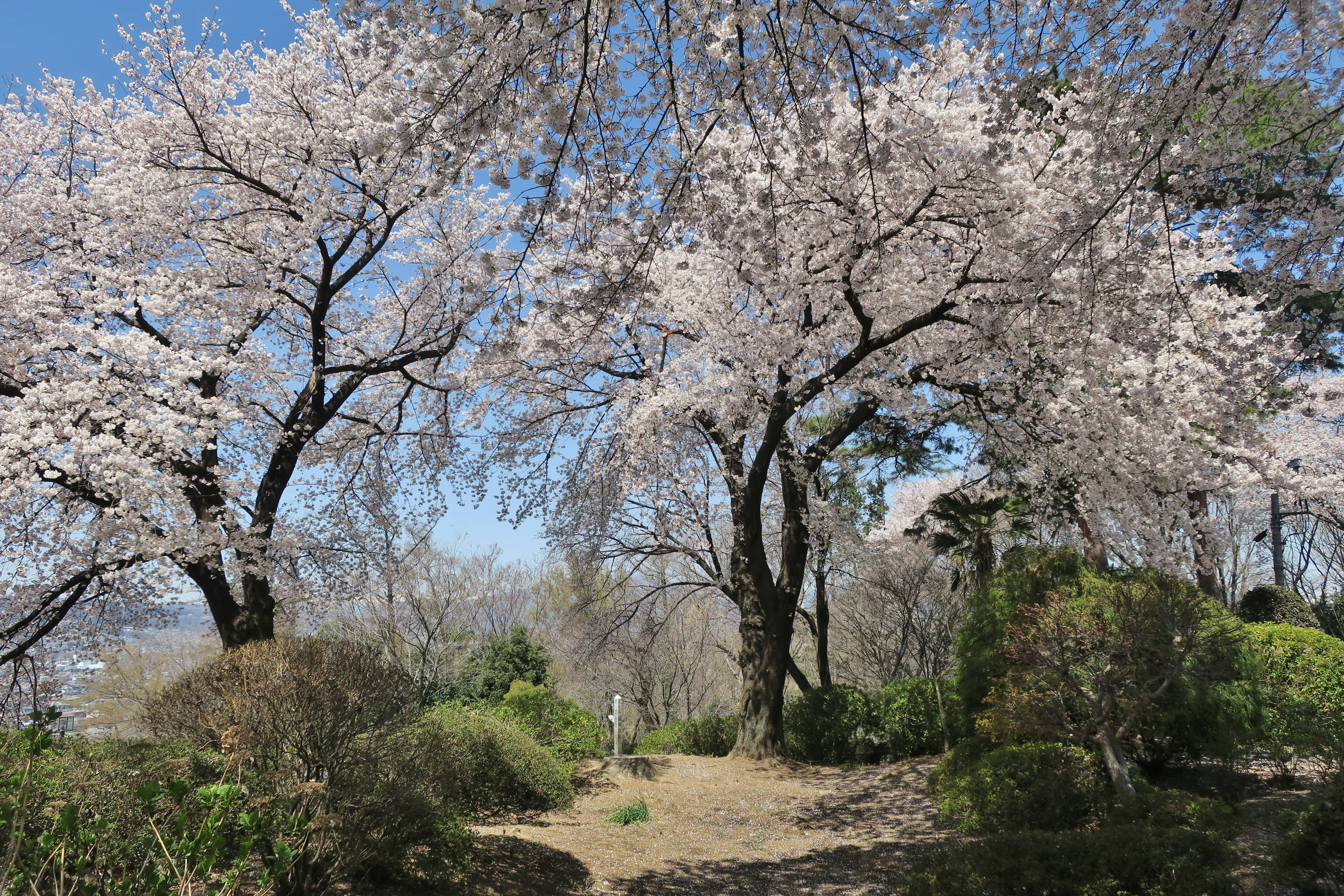
春の箱田城跡
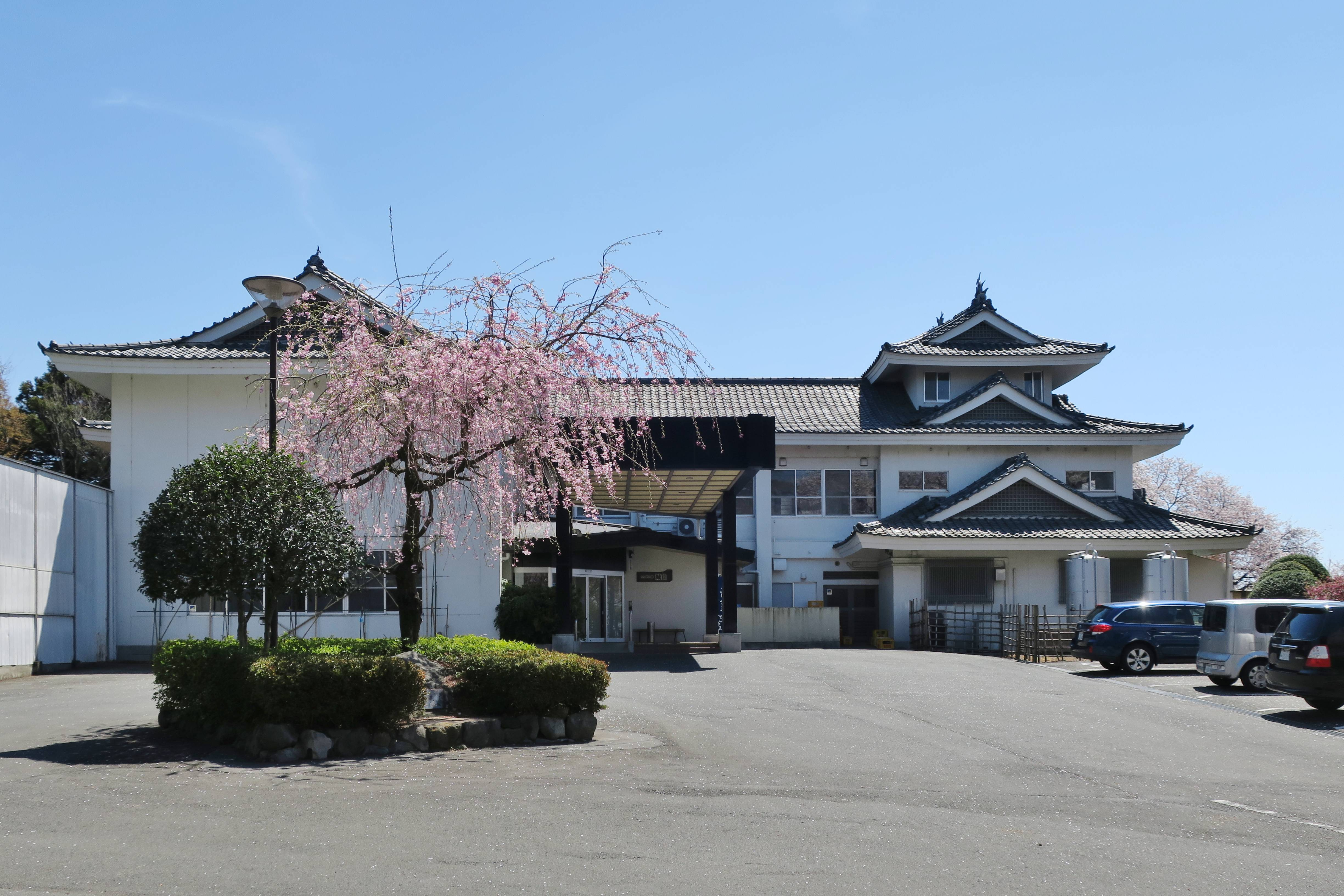
城址に建つ宿泊施設「天守閣の宿 たちばなの郷 城山」